# Tom Jones (coureur)
Tom Jones (Dallas, Texas, 26 april 1943 – Eastlake, Ohio, 29 mei 2015) was een Amerikaans Formule 1-coureur. Hij reed in 1967 1 Grand Prix voor het team Cooper, waarin hij geen punten scoorde.